# 지방도 제903호선
지방도 제903호선은 경상북도 성주군 가천면 창천리 창천삼거리에서 김천시를 거쳐 성주군 금수강산면 영천리 중리삼거리를 잇는 경상북도의 지방도이다.
성주군 가천면에서 출발해 김천시 시내까지 북상하다가 다시 도로 성주군으로 남하하는 특이한 형태의 노선으로 되어 있다. 게다가 기점에서 종점까지 직선거리는 전체 노선의 10%도 되지 않는 약 8km에 불과하다. 2013년 11월 20일에 부항댐이 완공되기 전 부항댐 일대 5.7km 구간 도로가 2012년 7월에 이설되었다. 이 때 부항대교도 개통되었다.

## 연혁
- 2003년 2월 20일 : 종점을 김천시 대항면 향전리에서 성주군 금수면 냉천리로 32.3km 구간 연장. 이에 따라 '성주 ~ 대항선'에서 '성주 ~ 금수선'이 됨.[2]
- 2005년 3월 : 구성 ~ 부항간 도로(김천시 구성면 마산리) 760m 구간 확장 개통[3]
- 2013년 9월 23일 : 부항댐 건설로 김천시 지례면 도곡리 ~ 부항면 사등리 5.98km 구간 이설[4]
- 2018년 11월 15일 : 노선 변경으로 총 연장이 88.4km에서 111.7km로 연장.[5]
- 2021년 12월 6일 : 노선명을 '성주 ~ 금수선'에서 '가천 ~ 금수선'으로 변경, 총 연장을 114.3km에서 91.16km로 변경함.[6]

## 주요 경유지
- 성주군
  - 가천면 창천삼거리 - 창천리 - 금봉리 - 법전리 - 용사리 - 신계교 - 신계리 - (미개통 구간 : 진돌목재)

- 김천시
  - 증산면 (미개통 구간 : 진돌목재) - 장전리 - 장전1교 - 장전교 - 금곡리 - 백천교 - 옥동교 - 증산삼거리 - 증산면 행정복지센터 - 증산초등학교 - 대덕중학교 증산분교 - 금포교 - 동안리 - 부항리 - 부항치
  - 지례면 부항치 - 여배리 - 속수교 - (속수) - 신평교 - 지례농공단지 - 신지례교 - 상부삼거리 - 도곡리 - 도곡 교차로
  - 부항면 부항댐 - 버드내교 - (터널) (87m) - 유촌교 - 유촌 교차로 - 부항대교 - 한송정교 - 비룡교 - 지좌 교차로 - 부항터널 (207m) - 수달교 - 사등교 - 단산 교차로 - 사등리 - 부항면 행정복지센터 - 월곡교 - 월곡리 - 부항초등학교 - 월곡1교 - 하대삼거리 - 대야리 - 대천교 - 파천리 - (봄내) - 안간리
  - 구성면 마산리 - (미개통 구간)
  - 대항면 (미개통 구간 : 주례리) - 운수리 - 직지사입구 - 향천리 - 대항면 행정복지센터 - 복전교 동단 - 복전터널 - 복전리
  - 봉산면 덕천네거리 - 단절
  - 양금동 조마교 북단 - 조마교 - 양천동
  - 조마면 신안리 - 장암리 - 장암교 - 강곡삼거리 - 강곡리 - 신곡교 - 신곡리 - 끌고재
  - 지례면 끌고재 - 이전리 - 울곡교 - 울곡삼거리 - 울곡1교 - 울곡리

- 성주군
  - 금수강산면 중리삼거리

### 해제 구간
이 구간은 2013년부터 해제되었다.
- 김천시
  - 봉산면 덕천네거리 - 대룡리
  - 대곡동 KT&G 김천공장 - 김천다수초등학교 - 대곡삼거리 - 대곡동 행정복지센터 - 김천중학교 - 김천고등학교 - 시민탑삼거리
  - 평화남산동 김천역 - 성남교삼거리 - 김천중앙초등학교 - 김천경찰서
  - 양금동 황금시장앞 - 황금동 - 양천교 - 양천 교차로 - 조마교 북단

## 중복 구간
- 김천시 증산면 백천교 북단 ~ 증산삼거리 : 국도 제30호선과 중복
- 김천시 지례면 (속수) ~ 상부삼거리 : 국도 제3호선과 중복
- 김천시 대항면 복전교 동단 ~ 봉산면 덕천네거리 : 지방도 제514호선과 중복

## 도로명
- 성주군 가천면 창천삼거리 ~ 법전리 : 창금로
- 성주군 가천면 법전리 ~ 신계리 : 포천계곡로
- 김천시 증산면 장전리 ~ 백천교 북단 : 증산2로
- 김천시 증산면 백천교 북단 ~ 증산삼거리 : 증산로
- 김천시 증산면 증산삼거리 ~ 지례면 (속수) : 증산1로
- 김천시 지례면 (속수) ~ 상부삼거리 : 남김천대로
- 김천시 지례면 상부삼거리 ~ 구성면 마산리 : 부항로
- 김천시 대항면 운수리 ~ 봉산면 덕천네거리 : 황악로
- 김천시 양금동 조마교 북단 ~ 성주군 금수면 중리삼거리 : 조마로